# Retorn a Brideshead (pel·lícula)
Retorn a Brideshead (títol original en anglès: Brideshead Revisited) és una pel·lícula dramàtica britànica dirigida per Julian Jarrold. El guió de Jeremy Brock i Andrew Davies és basat en la novel·la del mateix nom escrita per Evelyn Waugh el 1945, que havia estat adaptada el 1981 com la sèrie de televisió Retorn a Brideshead. Ha estat doblada al català.

## Sinopsi
A la Universitat d'Oxford, el jove Charles Ryder coneix casualment Sebastian Flyte, fill de Lord Marchmain. Fruit d'aquesta relació íntima, Charles es va introduint en l'exclusiu món de l'alta societat britànica i visita, per primera vegada, Brideshead, la majestuosa casa familiar dels Flyte. Allí coneix a Julia, la germana de Sebastian, i queda captivat per la seva bellesa des del primer instant. En un temps convuls, Charles serà testimoni del declivi de la família mentre duu a terme la seva particular croada per l'amor de Julia.

## Repartiment
- Emma Thompson..... Lady Marchmain
- Michael Gambon..... Lord Marchmain
- Matthew Goode..... Charles Ryder
- Ben Whishaw..... Sebastian Flyte
- Hayley Atwell..... Julia Flyte
- Greta Scacchi..... Cara
- Patrick Malahide..... Mr. Ryder
- Felicity Jones..... Cordelia Flyte
- Jonathan Cake..... Rex Mottram
- Joseph Beattie..... Anthony Blanche
- James Bradshaw..... Mr. Samgrass

## Producció

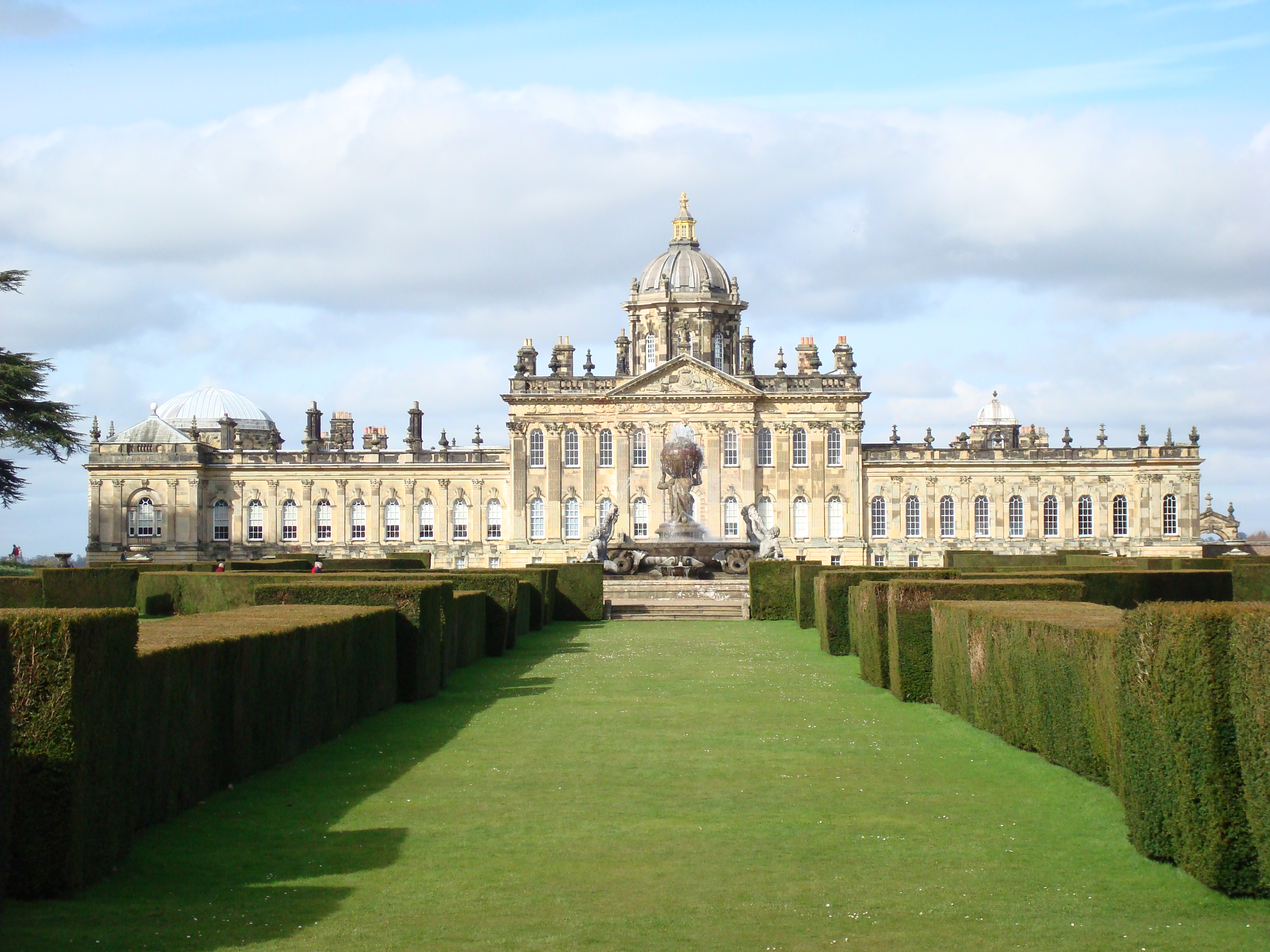
El castell de Howard a North Yorkshire fou usat com a Brideshead per la pel·lícula.

Els actors Paul Bettany, Jude Law, i Jennifer Connelly van signar pels papers principals amb el director original David Yates per Warner Independent Pictures en 2004. Tanmateix, constants problemes amb el pressupost van frenar la producció de la pel·lícula i Yates va deixar el projecte per dirigir Harry Potter i l'Orde del Fènix. Això va fer que es revisessin els papers mitjançant la seva substitució en la direcció per Julian Jarrold.
Igual que va fer amb l'adaptació televisiva de la novel·la de Waugh, castell de Howard al nord de Yorkshire serveix de lloc per a Brideshead. A The World of Brideshead, un extra en el llançament en DVD de la pel·lícula, Simon Howard revela que la seva família estava desitjosa d'acollir una altra vegada els equips del cinema. S'havia convertit en un atractiu turístic important després de la difusió de la sèrie de televisió; esperaven que el llargmetratge renovés l'interès per la propietat.
La fotografia principal va tenir lloc a Castle Howard durant l'estiu del 2007, i molts extres van ser empleats de la població local de York i els voltants.
El final de la pel·lícula també es va veure alterat pel de la novel·la. A la pel·lícula, Charles deixa la capella familiar de Brideshead aparentment inalterada en les seves inclinacions atees/agnòstiques, tot i que decideix no arrabassar l'espelma que crema. La novel·la acaba amb Charles entrant a la capella i agenollat per pregar mitjançant "paraules antigues i recentment apreses", implicant que s'ha convertit recentment al catolicisme.

## Taquilla
La pel·lícula es va estrenar a trenta-tres pantalles als Estats Units el 25 de juliol de 2008 i va obtenir un import de 332.000 dòlars el cap de setmana de l'estrena, ocupant el lloc número vint a taquilla. Finalment va guanyar 6.432.256 dòlars als Estats Units i 7.018.930 dòlars en altres llocs per un total de taquilla mundial de 13.451.186 dòlars.

## Nominacions
- Premi Satèl·lit a la millor actriu secundària (Emma Thompson)
- Premi Satèl·lit a la millor fotografia (Jess Hall)
- Premi Satèl·lit al millor disseny de vestuari (Eimer Ni Mhaoldomhnaigh)
- Premi Satèl·lit al millor disseny de direcció i producció d'art (Alice Normington)
- Premi de la British Film Independent a la millor actriu secundària (Thompson)
- Premi GLAAD Media per a pel·lícules destacades en àmplia versió
- Premi del Cercle de Crítics de Londres de Londres a la millor actriu britànica de suport (Thompson)